# 何为荣

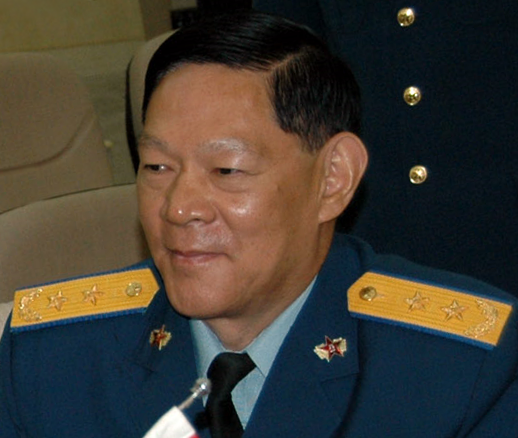
何為榮中將（2007年，空軍副司令員任內）

何为荣（1949年10月—），湖北宜昌人，退役中国人民解放军中将。
1966年参加中国人民解放军，历任飞行员、副大队长、大队长、空军副团长、团长、师参谋长、师长、中国人民解放军空军飞行试验训练中心司令员、中国人民解放军空军指挥学院副院长。2003年1月，接替郭玉祥，担任济南军区空军司令员。2003年7月，任空军参谋长。2004年，授中国人民解放军中将军衔。2006年，任空军副司令员。